# Bettina Dziggel
Bettina Dziggel (* 25. Januar 1960; † 5. Juli 2022 in Berlin) war eine lesbische Aktivistin in der DDR. Als Mitbegründerin der ersten ostdeutschen Lesbengruppe Arbeitskreises Homosexuelle Selbsthilfe – Lesben in der Kirche war sie maßgeblich an der Emanzipationsbewegung der Homosexuellen in der DDR beteiligt.

## Leben
Bettina Dziggel wuchs in einem sächsischen Dorf in der DDR auf. Als sie 13 Jahre alt war, starb ihre Mutter, dieser Verlust prägte sie lebenslang. Dziggel studierte Agrochemie und engagierte sich in den 1980er-Jahren für Umweltpolitik. Den klassischen für sie vorgesehenen Lebensweg; heiraten, Kinder kriegen und Haus bauen lehnte Dziggel entschieden ab und zog 1981 nach Ostberlin. In einem Interview sagte sie: „In Berlin war ich trotz Mauer frei, da ich so lebte, wie ich wollte.“

## Engagement
1982 war Dziggel eine der Mitbegründerinnen des Arbeitskreises Homosexuelle Selbsthilfe – Lesben in der Kirche (LiK), die in der Gethsemanegemeinde Berlin als Oppositionsbewegung unter dem Dach der evangelischen Kirche der DDR wirkte. Die Gruppe war bis Ende der 1980er-Jahre die einzige selbstständige Lesbengruppe in der DDR und schuf eine wichtige Grundlage für die politische Arbeit der Homosexuellenbewegung. Die Idee, einen Arbeitskreis zu gründen, war eng mit dem Wunsch, mehr Sichtbarkeit für Lesben in der DDR zu schaffen und entstand in der homosexuellen Subkultur in Ost-Berlin. Treffpunkt der Gruppe war die Gethsemane-Kirche in Prenzlauer Berg.
Erstmals fuhren 1984 etwa 20 Mitglieder der Gruppe, darunter Bettina Dziggel, in die Mahn- und Gedenkstätte Ravensbrück, um dort der verfolgten und ermordeten lesbischen Frauen während der Zeit des Nationalsozialismus zu gedenken. Die Gruppe legte einen Kranz mit der Aufschrift: „Wir gedenken unserer lesbischen Schwestern – Arbeitskreis Homosexuelle Selbsthilfe – Lesben in der Kirche“ nieder und hinterließ im Besucherbuch der Gedenkstätte einen Eintrag, um an die „lesbischen Schwestern“ zu gedenken. Beides wurde kurze Zeit nach Abreise der Gruppe entfernt und der Kranz, laut Dziggels Aussage verbrannt. Ab diesem Zeitpunkt wurde die Gruppe beobachtet und ihre Arbeit zum Teil kriminalisiert. Die Anreise in die Gedenkstätte zum Jahrestag der Befreiung 1985 wurde ihnen erschwert. Sie wurden verhaftet und waren stundenlangen Verhören sowie sexueller und körperlicher Gewalt durch Polizeibeamte ausgesetzt. Die Gruppe lesbischer Frauen in Ostberlin wurde von der Stasi als „terroristische Organisation“ eingestuft.
Als Zeitzeugin schilderte sie vielfach ihre Erlebnisse und Erfahrungen als lesbische Frau und Aktivistin in Ostdeutschland in Ausstellungs-, Buch- und Filmprojekten, etwa in dem Film „… viel zu viel verschwiegen“, einem Film über lesbisches Leben in Ostdeutschland: „Als ich für mich diese Art von Leben entdeckte, war das für mich eine Befreiung. Zu wissen, ich kann auch anders leben, ich kann mit Frauen zusammenleben. Das war eine tolle Erkenntnis.“
Im Februar 2022 unterzog Bettina Dziggel sich einer Operation, von der sie sich langsam erholte. Am 1. Mai 2022, zum 77. Jahrestag der Befreiung des KZ Ravensbrück, beteiligte sie sich an der ersten offiziellen Gedenkfeier für die lesbischen Opfer im KZ Ravensbrück mit der Einweihung der Gedenkkugel. Ihrem unermüdlichen Engagement ist es zu verdanken, dass dieses Gedenkzeichen realisiert werden konnte. Bettina Dziggel verstarb am 5. Juli 2022 in einem Hospiz im Kreise ihrer Freundinnen.

## Publikationen
- mit Ramona Dreßler und Marinka Körzendörfer: Arbeitskreis „Lesben in der Kirche.“. In: Christina Karstädt, Anette von Zitzewitz: ... viel zuviel verschwiegen: Eine historische Dokumentation von Lebensgeschichten lesbischer Frauen in der DDR. Hoho Verlag Hoffmann, 1996, ISBN 3-929120-05-4, S. 155–186.

## Filme
- 1992: ...viel zuviel verschwiegen. Dokumentarfilm von Christina Karstädt und Anette von Zitzewitz
- 2006: warum wir so gefährlich waren. geschichten eines inoffiziellen gedenkens.
- 2013: Out in Ost-Berlin – Lesben und Schwule in der DDR. Dokumentarfilm von Jochen Hick, Andreas Strohfeldt
- 2024: Zwischen gestern und morgen. 50 Jahre Sonntags-Club e.V. Dokumentarfilm von Kathrin Schultz